# HTC Desire
HTC Desire (nazwa kodowa: Bravo) – smartfon produkcji HTC, zaprezentowany 16 lutego 2010. HTC Desire działa pod kontrolą systemu operacyjnego Android w wersji 2.3.

## Opis
Telefon posiada procesor Snapdragon ARMv7 taktowany zegarem 1 GHz, 576 MB pamięci RAM oraz 512 MB pamięci ROM (z czego 150 MB jest dostępnych dla użytkownika). Rozbudowa pamięci możliwa jest poprzez karty microSDHC o pojemności do 32 GB. HTC Desire był jednym z pierwszych dostępnych na szeroką skalę telefonów wyposażonym w duży, kolorowy wyświetlacz wykonany w technologii AMOLED.
Począwszy od połowy 2010 roku w telefonach HTC Desire montowane są również panele Super LCD.

## Desire a Nexus One
HTC Desire wykazuje duże podobieństwo do bliźniaczego modelu Nexus One produkowanego przez HTC dla Google. Zauważone różnice to między innymi:
- optyczny trackpad zamiast trackballa
- fizyczne przyciski zamiast reagujących na dotyk
- radio FM (zablokowane w Nexus One)
- brak drugiego mikrofonu dla redukcji zakłóceń
- Micro USB zamiast złącza typu dock
- 576 MB pamięci RAM zamiast 512 MB w Nexus One
- interfejs HTC Sense